# 불멸기원
불멸기원(佛滅紀元)은 석가모니가 입적한 해를 기준으로 삼는 연대 표기법이다. 줄여서 불기(佛紀)라고 말한다. 서기(西紀)에 544년, 일부 국가(예를 들면 태국)에서는 543년을 더하면 불기의 연도가 된다.
멸(滅)은 적멸(寂滅, 산스크리트어: vyupaśama, 팔리어: vūpasama)의 줄임말로, 열반(涅槃)을 뜻한다. 또는 열반의 원어인 산스크리트어 니르바나(nirvāṇa) 또는 팔리어 니빠나(nibbāna)의 의역어들 중 하나이다. 예를 들어, 생사윤회의 원인인 번뇌를 벗어나 적정(寂靜)의 무위의 상태 즉 열반에 들어가는 것을 입멸(入滅)이라고 한다. 특히 석가모니의 최후의 입멸, 즉 육신의 죽음과 함께 반열반(般涅槃)으로 들어간 것 즉 불생불멸의 법신(法身)의 상태로 들어간 것을 불멸(佛滅)이라고 한다.

## 학설
- 기원전 948년 설:

1957년까지 대한민국의 대승불교는 기원전 1027년 4월 8일 석가모니가 탄생하여 기원전 948년 2월 15일에 입멸하였다는 설을 채택하였다. 이에 따르면 2022년은 불기 3049년이다. 다만 대승불교만 이 설을 따랐고 나머지 상좌부 불교는 1960년대까지 이 설을 따르지 않았다.
- 기원전 543년 설:

스리랑카 및 태국에 전해 온다. 현재 태국에서는 서기 연도에 543을 더한 연도를 태국 자체의 불기인 태국 태양력으로 사용하고 있다.
- 기원전 544년 설:

태국과 미얀마에 전해 온다. 제4차 세계불교도대회는 1956년 11월 네팔의 수도 카트만두에서 열렸다. 이 때 불교국가마다 서로 다르게 사용하고 있는 불기를 통일하기로 결의하고 1956년을 불기 2500년으로 정했다. 또한 양력 5월 15일을 부처님오신날로 결정하였다. 세계불교도대회에서는 석가모니의 생존시기를 기원전 624년 ∼ 기원전 544년으로 공식 채택하였다. 대한민국의 대표로는 청담, 효봉, 동산 스님이 참석하였다. 1957년 이후, 대한민국의 대승불교인 조계종은 세계불교도대회의 공식 채택 기준인 544년 설을 취하고 있다. 이에 따르면 2022년은 불기 2566년이다. 그러나 부처님오신날은 세계불교도대회의 양력 5월 15일을 채택하지 않고, 음력 4월 8일을 채택하고 있다.
- 기원전 485년 설:

중성점기(衆聖點記)에 의해 주장되었다.
- 기원전 483년 설:

빌헬름 가이거가 주장했다.
- 기원전 477년 설:

막스 뮐러가 주장했다.
- 기원전 386년 설:

일본 도쿄 대학의 불교학자인 우이 하쿠주(宇井伯壽)가 주장했다.
- 기원전 383년 설:

일본의 불교학자인 나카무라 하지메(中村元)가 주장했다.

## 같이 보기
- 서력 기원
- 단기
- 대한민국 (연호)

## 참고 문헌
- 고려대장경연구소. 《고려대장경 전자 불교용어사전》. 고려대장경 지식베이스 / (사)장경도량 고려대장경연구소. |title=에 외부 링크가 있음 (도움말)
- 운허.  동국역경원 편집, 편집. 《불교 사전》. |title=에 외부 링크가 있음 (도움말)
- (중국어) 星雲. 《佛光大辭典(불광대사전)》 3판. |title=에 외부 링크가 있음 (도움말)